# Раубаль, Гели
Анге́ла (Ге́ли) Мари́я Ра́убаль (нем. Angela (Geli) Maria Raubal, 4 июня 1908, Линц — 18 сентября 1931, Мюнхен) — племянница Адольфа Гитлера, дочь его единокровной сестры Ангелы Раубаль.

## Биография
Дедом Гели по линии матери был отец Адольфа Гитлера Алоис Гитлер, а бабушкой — вторая жена Алоиса Франциска Матцельсбергер.
В 1923 году Адольф Гитлер был назначен опекуном Раубаль, но только в 1924 году она впервые встретилась с ним во время визита в крепость Ландсберг-ам-Лех, где он отбывал тюремное заключение.
В 1927 году по окончании школы Гели Раубаль начала изучать в Мюнхене медицину и переехала в пансион недалеко от квартиры Гитлера. Вскоре после зачисления она бросила учёбу, чтобы стать певицей. Гитлер финансировал уроки пения, сначала с капельмейстером Адольфом Фоглем, а затем с Гансом Штреком, бывшим адъютантом Эриха Людендорфа.
В декабре 1927 года Эмиль Морис, один из основателей СС и шофёр Гитлера, сообщил своему шефу, что намеревается жениться на Раубаль. Гитлер отреагировал гневно, потребовав двухлетней разлуки и встречи только при свидетелях. В январе 1928 года он уволил Мориса без предупреждения. Поскольку Раубаль ещё не достигла совершеннолетия, брак без согласия опекуна был невозможен.
В 1929 году она и Гитлер переехали в девятикомнатную квартиру на Принцрегентенплац, 16.
19 сентября 1931 года Гели Раубаль была обнаружена застреленной в их общей квартире. Согласно документам, судебные органы посчитали это самоубийством. Гели умерла от выстрела в лёгкое. Причины самоубийства не сообщались; прощальное письмо не было найдено. Домашние работники заявили, что утром 18 сентября между Раубаль и Гитлером произошла ссора. Гитлер показал под протокол, что его племянница хотела стать певицей, но это оказалось ей не под силу. Её брат Лео, который за неделю до этого ходил с ней в горы, показал, что не заметил никаких признаков усталости от жизни. Эмиль Морис показал в 1945 году, что она, возможно, страдала от того, что её заперли в «золотой клетке».
В прессе сразу же возникли слухи о физическом насилии, возможных сексуальных отношениях, увлечении Раубаль своим дядей и даже убийстве. Газета Münchener Post сообщила, что у погибшей девушки был перелом носа. Источником некоторых наиболее сенсационных историй стал политический противник Гитлера Отто Штрассер. Историк Ян Кершоу утверждает, что «поведение Гитлера по отношению к Гели имеет все черты сильной, по крайней мере, латентной сексуальной зависимости».
Гели Раубаль была похоронена 23 сентября 1931 года на Центральном кладбище Вены. Гитлер впал в сильную депрессию и посетил могилу только через три дня. Он распорядился сохранить комнату девушки в том виде, в каком она её оставила, и повесить её портреты в своей комнате и в рейхсканцелярии в Берлине.
Позже Гитлер якобы сказал, что отношения между ним и Гели потерпели неудачу «полностью из-за проблемы поколений». Принцип гитлерюгенда «Молодежь должна быть под руководством молодежи» обусловлен этим выводом.
Эксгумация тела Гели Раубаль, запрошенная в 1985 году для выяснения точной причины её смерти, была отклонена властями.

## Образ Гели Раубаль в кино
- «Гитлер: Восхождение дьявола» / «Hitler: The Rise of Evil» (Канада, США; 2003) режиссёр Кристиан Дюге, в роли Гели Раубаль — Джена Мэлоун.
- «Племянница — запрещённая любовь[нем.]»